# Секо Інтчассо
Секо Інтчассо (Seko Intchasso) — гвінейський дипломат. Надзвичайний і Повноважний Посол Гвінеї-Бісау в Україні за сумісництвом.

## Життєпис
За фахом агроном і майже все життя працював у Міністерстві сільського господарства: починав техніком і доріс до радника міністра.
З 7 грудня 2011 року — Надзвичайний і Повноважний Посол Гвінеї-Бісау в РФ.
З 16 квітня 2013 року — Надзвичайний і Повноважний Посол Гвінеї-Бісау в Білорусі за сумісництвом.
З 5 липня 2013 року — Надзвичайний і Повноважний Посол Гвінеї-Бісау в Україні за сумісництвом.